# Джуліанна Ґловер
Джуліанна Рут Ґловер (нар. 27 вересня 1969) — американська корпоративна консультантка зі зв'язків з громадськістю, підприємиця, у минулому республіканська лобістка і політична стратегиня. Вона є засновницею і генеральною директоркою Ridgely Walsh, агенції, що спеціалізується на зв'язках з громадськістю та урядом, та консультує компанії Кремнієвої долини, зокрема Google, Oracle, eBay, Uber, SpaceX тощо.
Як лобістка, Ґловер здобула славу однієї з найвпливовіших жінок Вашингтона. Колишня прессекретарка Джеймса Мердока та радниця Ілона Маска. Газета «New York Times» назвала її «наставницею магнатів».

## Рання кар'єра
Ґловер здобула ступінь бакалавра в Університеті Мерімонт у 1991 році та ступінь магістра в Університеті Джорджа Мейсона в 1993 році . Ще Ґловер навчалася в Школі передових міжнародних досліджень університету Джона Гопкінса у Вашингтоні, округ Колумбія.
Ґловер розпочала свою кар'єру як помічниця сенатора від штату Міссурі Джона Ешкрофта у 1996 році, лише через рік після початку його терміну. Вона допомагала йому у підготовці до висунення його кандидатури на президентських виборах 2000 року. Ешкрофт вирішив не балотуватися в президенти, після чого Ґловер стала прессекретаркою бізнесмена Стіва Форбса, передвиборча кампанія якого завершилася до з'їзду Республіканської партії.
Окрім того, Ґловер працювала на Білла Крістола, віцепрезидента Дена Квейла, колишнього сенатора та міністра енергетики Спенса Абрагама, та на консервативну активістку Філліс Шлефлі. Ґловер є учасницею кампанії Джессі Гелмса за місце в Сенаті від Північної Кароліни, а після народження своєї першої дитини вона працювала протягом кількох місяців як представниця Рудольфа В. Джуліані у його сенаторській кампанії.  
Ґловер також працювала директоркою із реклами для «The Weekly Standard» і як законодавча директорка Проєкту республіканського майбутнього.

## Кар'єра у Білому домі
Пані Ґловер була частиною керівного складу адміністрації президента Джорджа Буша і працювала прессекретаркою віцепрезидента Діка Чейні. Ґловер також була зареєстрованою радницею з питань урядування для Саміра Сумайдаї, першого посла Іраку в США після падіння Саддама Хусейна. У минулому входила до Ради з міжнародних відносин.
Залишивши Білий дім, Ґловер стала постійним науковим співробітником Інституту політики Гарвардського університету у 2002 році і читала лекції з питань майбутнього Республіканської партії в Школі громадських і міжнародних відносин ім. Вудро Вільсона Принстонського університету.

## Приватний сектор
Ґловер працювала консультанткою зі зв'язків з громадськістю після того, як покинула Білий дім у 2002 році. Ґловер була директоркою Clark & Weinstock, однієї з найбільш провідних агенцій по зв'язках з громадськістю та урядом у США. Потім вона стала співзасновницею компанії Ashcroft Group, LLC разом із колишнім генеральним прокурором США Джоном Ешкрофтом.
У 2007 році Ґловер стала старшою радницею сенатора Джона Маккейна в ході його президентської кампанії 2008 року, супроводжуючи його у поїздках протягом сезону праймериз.
У 2015 і 2021 роках журнал «Washingtonian» вніс Ґловер до списку найвпливовіших жінок Вашингтона, як і «Elle» у 2012 році. У 2011 році газета «The New York Times» назвала Ґловер «неперевершеним політичним інсайдером», а у 2012 році інформагентство «Bloomberg News» присвятило їй окрему статтю з таким відгуком: «Вона є незрівнянною у своїй здатності зібрати разом владних гравців Вашингтона. Якщо треба представити себе відповідним чином в Окрузі Колумбія, вам варто знати Джуліанну Ґловер».
У 2013 році Ґловер була підписанткою під запитом amicus curiae, поданим до Верховного суду США на підтримку одностатевих шлюбів у справі Голлінгсворт проти Перрі. Того ж року пані Ґловер стала директоркою-розпорядницею консультаційної компанії Teneo Intelligence. Відповідно до політики компанії щодо відмови від лобістської діяльності, Ґловер повністю скасувала лобістську реєстрацію до того, як приєднатися до Teneo.
На початку 2015 року Ґловер перейшла на посаду старшого радника в Teneo Holdings, заснувавши натомість власний Офіс Джуліанни Ґловер, з повним переходом туди у січні 2016 року.
У червні 2016 року Дональд Трамп-молодший провів зустріч у Трамп-тауер зокрема з Полом Манафортом. Останній занотував зустріч, витік нотаток у травні 2018 року показав, що Ґловер згадувалась на тій зустрічі.
У 2018 році вона заснувала Ridgely Walsh, агенцію зі зв’язків з громадськістю в окрузі Колумбія. Агенція відома тим, що консультує деякі з найважливіших технологічних компаній у світі. Після російського вторгнення в Україну у лютому 2022 року, агенція також почала надавати Україні безоплатну піар та медіа підтримку. Старша директорка агенції, українка Вероніка Вельч працювала над налагодженням зв'язків між американськими медіа та українськими громадянами, урядовцями. «Для нас велика честь підтримати нашу давню українську колегу в її волонтерській роботі на благо України», — поділилася з Politico Джуліанна Ґловер.
Ґловер входить до складу ради директорів кількох організацій, серед них Фонд дослідження рівних можливостей (FREOPP), ініціатива за зменшення політичного впливу великого капіталу «Повернімо нашу республіку» 2015 р., Рада кліматичного лідерства Теда Голстеда та Інститут ім. Байдена Делаверського університету. Вона також є учасницею членського комітету Економічного клубу Вашингтона, округ Колумбія.
Ґловер є регулярною коментаторкою державної політики у новинних програмах американських кабельних телеканалів, зокрема на CNBC, Fox News, MSNBC. Її авторські статті публікували «The New York Times», «The Wall Street Journal», «The Washington Post», «Politico», «Forbes», «The National Review» тощо.

## Сім'я
Ґловер має чотирьох дітей. Раніше була одружена з Джеффрі Вайсом, але розлучилася з ним у 2009 році.